# Hemicordulia asiatica
Hemicordulia asiatica – gatunek ważki z rodziny szklarkowatych (Corduliidae).